# Гнездо (фильм)
«Гнездо» — американский драматический фильм Шона Дуркина, вышедший в 2020 году. В главных ролях Джуд Лоу и Кэрри Кун.

## Сюжет
Фильм рассказывает о талантливом бизнесмене по имени Рори, возвращающемся вместе со своей семьёй из Америки на родину, в Великобританию, где пытается выглядеть более состоятельным, чем он есть.

## В ролях
| Актёр                | Роль             |
| -------------------- | ---------------- |
| Джуд Лоу             | Рори О’Хара      |
| Кэрри Кун            | Эллисон О’Хара   |
| Чарли Шотуэлл        | Бенджамин О’Хара |
| Уна Рош              | Саманта О’Хара   |
| Таня Аллен           | Марджи           |
| Адиль Ахтар          | Стив             |
| Энн Рейд             | мать Рори        |
| Майкл Калкин         | Артур Дэвис      |
| Венди Крюсон         | мать Эллисон     |
| Таттиона Джонс       | тренер           |
| Маркус Корнуолл      | Спенсер          |
| Джеймс Нельсон-Джойс | водитель такси   |